# Parafia Nawiedzenia Najświętszej Maryi Panny w Stoczku Klasztornym
Parafia Nawiedzenia Najświętszej Maryi Panny w Stoczku Klasztornym – rzymskokatolicka parafia w Stoczku Klasztornym, należąca do archidiecezji warmińskiej i dekanatu Lidzbark Warmiński.
Została utworzona 4 marca 1981. Prowadzą ją księża Marianie.